# Гипатия
Гипа́тия Александри́йская (также Ипа́тия, др.-греч. Ὑπᾰτία ἡ Ἀλεξάνδρεῖα; около 360, Александрия, преторианская префектура Востока — март 415, Александрия, Византия) — философ

-неоплатоник времён поздней античности, математик, астроном и механик.
Схоларх неоплатонической школы в Александрии, преподавала философию и астрономию. Гипатия — не первая женщина-математик, но в отличие от предшественницы Пандрозии, её жизнь лучше задокументирована.
Автор комментария к «Арифметике» Диофанта, который, возможно, частично сохранился в виде вставки в текст самого Диофанта, редакции комментариев Теона к «Началам» Евклида и «Астрономического канона». Комментарий к трактату о конических сечениях «Коники» Аполлония Пергского не сохранился. Многие современные учёные предполагают, что Гипатия отредактировала текст сохранившейся третьей редакции книги комментариев Теона к «Альмагесту» Клавдия Птолемея.
Не изобрела астролябию и ареометр, но конструировала их.
Древние источники свидетельствуют о том, что Гипатия была широко известна и уважаема как язычниками, так и христианами, и что она оказывала огромное влияние на политическую элиту Александрии. Ближе к концу жизни была вовлечена в политико-религиозные конфликты. В городе среди черни поднялась волна обвинений Гипатии в чародействе, а также распространились слухи, что она мешала префекту Оресту помириться с патриархом Кириллом. В марте 415 года была убита толпой во главе с неким чтецом Петром.
Убийство Гипатии потрясло империю и превратило её в мученицу среди язычников, вследствие чего будущие неоплатоники, такие как Дамаский, стали крайне категорично противостоять христианству. В эпоху Просвещения она стала символом оппозиции католицизму. В XIX веке европейская литература, особенно роман Чарльза Кингсли «Ипатия» 1853 года, романтизировала её как «последнюю из эллинов». В XX веке стала рассматриваться как символ защиты прав женщин и предшественница феминистского движения. С начала XXI века смерть Гипатии стали необоснованно связывать с разрушением Александрийской библиотеки, отождествляя вдобавок уничтожение библиотеки и языческого храма Серапеума, который был разрушен в ходе конфликта между язычниками и христианами.
Разночтения в написании имени (Гипатия — Ипатия) связаны с фонетическими изменениями в древнегреческом языке (оформлявшимися в IV—V веках), исчезновением густого придыхания в начале слова и итацизмом (классическое произношение — «Хюпатия», передаваемое ныне по-русски как «Гипатия»; византийское — «Ипатия»).

## Свидетельства древних авторов

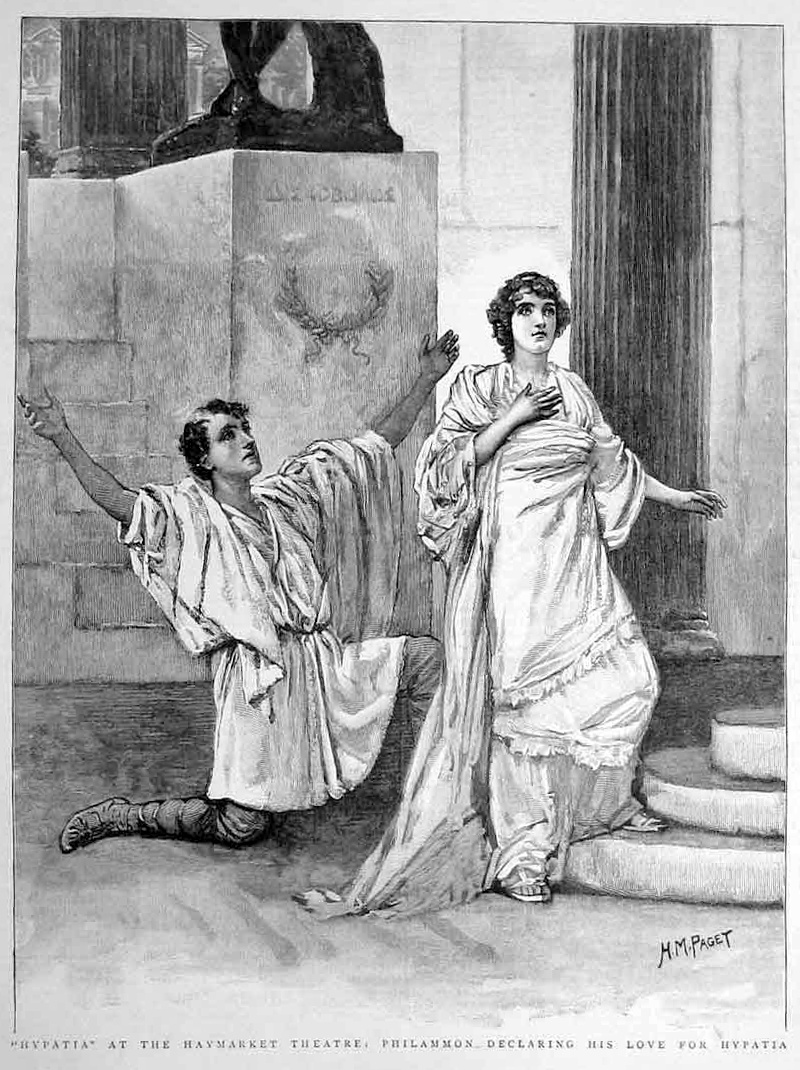
«Гипатия», в театре Хаймаркет, январь 1893 года

Источниками по восстановлению биографии Гипатии являются:
- письма Синесия Киренского (Ер. 10, 15, 33, 80, 124, 153 и др.),
- статья из византийского словаря «Суда» (восходящая к «Ономатологу» — словарю Гесихия Милетского, VI в.),
- отрывки из:
  - «Церковной истории» (кн. VII, гл. 15) Сократа Схоластика (V в.),
  - сохранившейся в сокращении «Церковной истории» (кн. VIII, гл. 9) Филосторгия (V в.),
  - фрагментарно сохранившейся «Философской истории» («Жизни Исидора») (43e) Дамаския[9] (V—VI вв.),
  - латинской «Трехчастной истории» (кн. XI, гл. XII), составленной под руководством Кассиодора Епифанием Схоластиком (середина VI в.) (воспроизводит рассказ Сократа Схоластика),
  - «Хронографии» (кн. XIV, гл. 12) Иоанна Малалы (VI в.) (имеется древнерусский перевод),
  - «Хроники» (кн. LXXXIV) Иоанна Никийского (VII в., Египет),
  - «Хронографии» (кн. I) Феофана Исповедника (VIII—IX вв.),
  - «Церковной истории» (кн. XIV, гл. 16) Никифора Каллиста Ксанфопула (XIV в.) (в основном воспроизводит рассказ Сократа Схоластика).

Грамматик Паллад Александрийский (IV век) посвятил Теону (эпигр. 28: АP, IX, 175) и Гипатии (эпигр. 41: АР, IX, 400; эпигр. 50: АР, IX, 508; приписыв. эпигр. 7: АР, IX, 399) ряд эпиграмм, которые сохранились в «Антологии» Константина Кефалы (X век). В эпиграмме-панегирике Паллада на смерть Гипатии в 415 году (эпигр. 41) она как бы уподобляется богине справедливости Астрее:

Гипатии

Смотрю и внемлю я, склоняясь пред тобой;

И в звёздный Девы храм я возношусь тогда:

Ведь, словно небеса, чисты дела твои,

Ипатия, а ты изысканности слов,

Ума и знания блестящая звезда.

## Биография

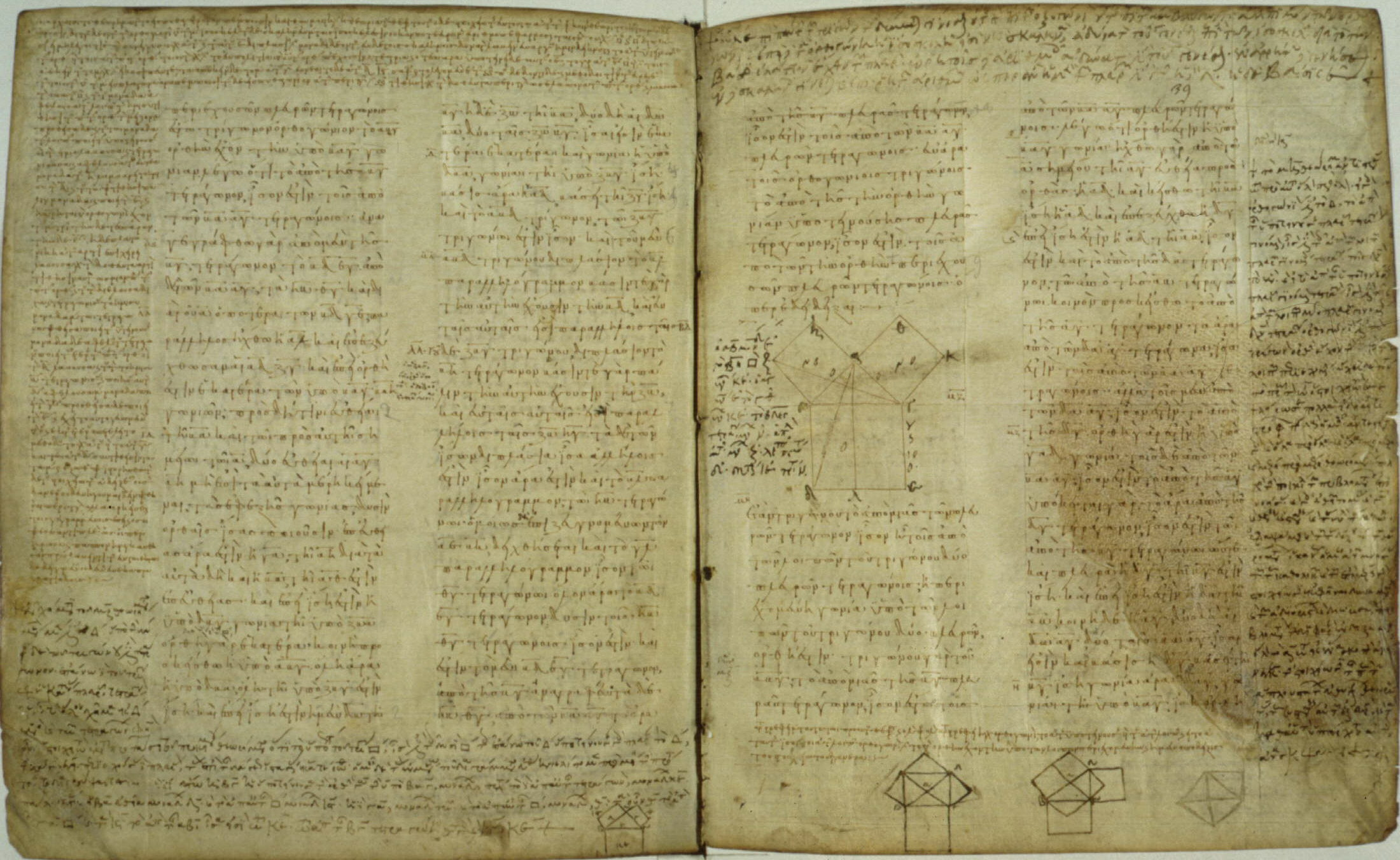
Отец Гипатии Теон Александрийский наиболее известен тем, что отредактировал существующий текст «Начал» Евклида, показано здесь в рукописи X века

Ни в одном из текстов, упоминающих Гипатию, не указана дата её рождения. Большинство учёных датируют её между 355—375 годами. Исследования, выходившие до середины 1990-х годах, как правило, датировали её рождение ближе к 370 году, а М. Дзельска — к 355 году. М. Дикин предполагает, что она, вероятно, родилась ближе к 350 году, основываясь на возрасте Синезия, годах его епископства и почтении к Гипатии, выказанном в письмах к ней. Многие учёные вслед за Ричардом Хоше пришли к выводу, что Гипатия родилась около 370 года. Согласно описанию Ипатии из частично сохранившейся «Жизни Исидора» историка-неоплатоника Дамаския (ок. 458 — ок. 538), в записи о ней в словаре «Суда» (X в.), Гипатия процветала во время правления императора Аркадия. Хоше считает описание Дамаскием её физической красоты подразумевающим, что в то время ей было не более 30 лет, а 370 год был за 30 лет до середины правления Аркадия. Напротив, теории о том, что она родилась ещё в 350 году, основаны на формулировке хрониста Иоанна Малалы (ок. 491—578 годы), который называет её старой на момент смерти в 415 году. Роберт Пенелла утверждает, что обе теории слабо обоснованы и что дату её рождения следует считать неизвестной.
Образование Гипатия получила под руководством своего отца, Теона Александрийского, принадлежавшего к числу крупнейших учёных Александрии, и руководившего собственной школой, видимо, при знаменитом Мусейоне. В словаре «Суда» говорится, что Теон был последним известным преподавателем Мусейона. Школа Теона была единственной в своём роде, очень престижной и доктринально консервативной. Теон отверг учение Ямвлиха и считается, что он гордился тем, что преподавал чистый неоплатонизм Плотина. Н. Ниетупски отмечает, что Теон, видимо, возлагал большие надежды на дочь, потому что дал ей имя «Гипатия», что означает «высшая». Хотя в своё время он считался великим математиком, математические работы Теона по современным стандартам незначительны, тривиальны, и совершенно неоригинальны. Его главным достижением стало издание новой редакции комментариев к «Началам» Евклида, в которой он исправил ошибки переписчиков, допущенные в течение почти 700 лет копирования. Издание Теона наиболее широко использовали в качестве учебного пособия на протяжении веков, оно почти полностью вытеснило все остальные издания.
О матери Гипатии не известно ничего, она не упоминается ни в одном из дошедших до нас источников. Теон посвящает один из своих комментариев к «Альмагесту» Клавдия Птолемея человеку по имени Епифаний, обращаясь к нему «мой дорогой сын», указывая, что он, возможно, был братом Гипатии.
Около 400 года Гипатия начала читать в «Мусейоне» лекции по философии. Александрийская философская школа была в то время знаменита, и Александрия считалась второй после Афин философской столицей греко-римского мира. Гипатия обучала студентов со всего Средиземноморья. По словам Дамаския, она читала лекции о трудах Платона и Аристотеля и ходила в трибоне, своего рода плаще, ассоциирующемся с философами, которые читают импровизированные публичные лекции. В Александрии в конце IV века преподавали две основные разновидности неоплатонизма. Первым был откровенно языческий религиозный неоплатонизм Серапеума, на который большое влияние оказало учение Ямвлиха. Вторая разновидность, отстаиваемая Гипатией и Теоном, была более умеренной и менее полемичной и основывалась на учении Плотина. Хотя сама Гипатия была язычницей, она была терпима к христианам.
После смерти отца с 405 года Гипатия стала руководить его школой в Александрии, где при ней преподавались философия неоплатонизма, математика и астрономия. В школе Гипатии, ещё будучи язычником, учился видный деятель позднеантичной культуры Синезий Киренский, ставший затем епископом Птолемиады и принявший сразу после этого крещение. После окончания обучения он начал писать ей письма, и сохранившиеся 7 писем являются основными источниками информации о её карьере, однако до нас не дошло ни одного письма написанных Гипатией Синезию, и неизвестно, были ли они вообще. Синезий описывает Гипатию в письме своему другу Геркулиану (ок. 395 г.) так: «… личность настолько известная, что её репутация казалась буквально невероятной. Мы сами видели и слышали ту, кто с честью руководит тайнами философии». Синезий сохранил наследие учения Гипатии о таких вещах как стремление к «философскому состоянию апатии — полному освобождению от эмоций и привязанностей». По всем свидетельствам, Гипатия привлекала большое количество студентов (среди которых было много христиан) различного происхождения: из Киренаики (Синезий), Сирии, Палестины, Верхнего Египта (Фиваиды — Олимп, Исидор) и др. Так как эти студенты проявляли интерес к философии, они приезжали в её школу для общекультурной подготовки, а после окончания и отъезда на родину могли становиться даже епископами (Синезий), или правительственными чиновниками (Гесихий — дукс провинции Лидия), но чаще всего — крупными собственниками, членами муниципальной и провинциальной знати с отчётливым интересом к классической культуре (Геркулиан, Олимп и др.).
Историк Сократ Схоластик, современник Ипатии, описывает её так:

В Александрии была одна женщина, по имени Ипатия, дочь философа Феона [Теона]. Она приобрела такую учёность, что превзошла современных себе философов; была преемницей платонической школы, происходившей от Платона, и желающим преподавала все философские науки. Поэтому хотевшие изучить философию стекались к ней со всех сторон. По своему образованию, имея достойную уважения самоуверенность, она со скромностью представала даже пред лицом правителей; да и в том не поставляла никакого стыда, что являлась среди мужчин, ибо за необыкновенную её скромность все уважали её и дивились ей.
— 
Филосторгий, другой христианский историк, также современник Гипатии, утверждает, что она превосходила своего отца в математике, а лексикограф Гесихий Александрийский писал, что, как и отец, она была необычайно талантливым астрономом. Дамаский пишет, что Гипатия была «чрезвычайно красива и стройна», но больше ничего не известно о её внешности, и никаких древних её изображений не сохранилось. Дамаский утверждает, что Гипатия всю жизнь оставалась девственницей и что, когда один из мужчин, приходивших на её лекции, попытался начать ухаживать за ней, она в свою очередь постаралась отвлечь его, играя на лире, а когда это не возымело эффекта, она крайне грубо отвергла его, продемонстрировав окровавленные менструальные тряпки со словами: «вот что ты действительно любишь, молодой человек, но ты не любишь красоту ради неё самой». Дамаский далее пишет, что юноша был настолько унижен, что немедленно прекратил все отношения с ней.
В Александрии в IV—V веках общественный климат в огромной степени зависел от епископа. В 382—412 годах епископом Александрии был Феофил, воинственно настроенный по отношению к неоплатонизму Ямвлиха, и в 391 году, в ходе конфликта с язычниками, он разрушил Серапеум. Несмотря на это, Феофил достаточно лояльно и с уважением относился к школе Гипатии и, по-видимому, считал её своим союзником. Феофил поддерживал епископство ученика Гипатии Синезия, который описывает Феофила в своих письмах с любовью и восхищением. Феофил также позволил самой Гипатии установить тесные отношения с римскими префектами и другими видными политическими лидерами города. Отчасти благодаря терпимости Феофила, Гипатия стала чрезвычайно популярной среди жителей Александрии и начала оказывать политическое влияние на жизнь города. Возможно, более важно, что епископ Феофил уважал структуры местной власти, с которыми Гипатия поддерживала отношения, и не возражал против тесных связей, которые она имела с префектом Орестом. Ситуация драматически изменилась, когда Феофил умер в 412 году.

## Смерть, её последствия и последующие оценки

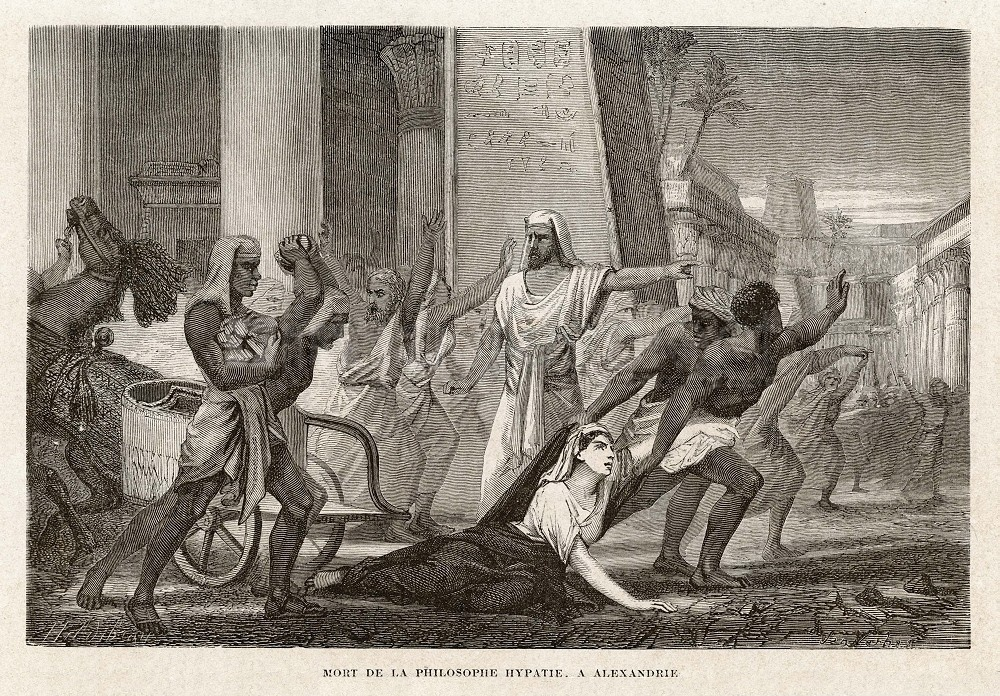
«Смерть философа Гипатии в Александрии» из «Жития выдающихся учёных, от античности до девятнадцатого века», 1866 г., Луис Фигуер.

Гипатия принимала участие в александрийской городской политике, имея влияние на главу города, префекта Ореста. Это обстоятельство вызывало постоянные трения с епископом Кириллом, у которого с Орестом были разногласия. Племянник епископа Феофила, Кирилл стал патриархом после напряжённой борьбы с другим кандидатом — Тимофеем, причём интронизация сопровождалась не только беспорядками, но и вмешательством войск. Правда, согласно Сократу Схоластику, александрийцы всегда бунтовали. После победы Кирилл стал расправляться с оппозицией в лице раскольников-новациан. Первым делом на своём новом посту он использовал свои полномочия, чтобы закрыть их церкви и конфисковать священную утварь. Однако в конфликт на стороне новациан вступил префект города Орест, что рассорило его с Кириллом. За Орестом стояла влиятельная часть александрийской городской знати. Школа Гипатии, по-видимому, сразу же прониклась сильным недоверием к новому архиепископу, о чём свидетельствует тот факт, что во всём обширном эпистолярном наследии Синезия есть лишь одно письмо Кириллу, в котором Синезий называет молодого епископа неопытным и заблуждающимся. В письме Гипатии (413 г.) Синезий просит её ходатайствовать от имени двух лиц, пострадавших от продолжающихся беспорядков в Александрии, настаивая: «у вас всегда есть сила, и вы можете принести добро, используя эту силу». Он также напоминает ей, что она учила его тому, что философ-неоплатоник должен привносить высшие моральные нормы в политическую жизнь и действовать на благо своих сограждан.
Напряжённость между сторонами возросла после того как в 415 году Орест издал новые правила, касающиеся пантомим и танцев, которые привлекали большие толпы и обычно заканчивались гражданскими беспорядками. После того, как эдикт был вывешен в городском театре, толпы людей собрались, чтобы узнать его содержание. Кирилл послал грамматика Иеракса, учителя детских наук, узнать, что написано в эдикте. Иеракс, зачитав эдикт вслух, публично восхвалил его и радовался новым правилам, однако его появление и слова не понравились иудеям, которые заявили, что Иеракс пытается поднять народ на бунт против римских властей. Орест, недолюбливая епископа и желая продемонстрировать свою силу, приказал схватить Иеракса, после чего его публично замучили до смерти в театре. У этого поступка было две цели: одна — усмирить в зародыше возможное восстание, другая — показать власть Ореста над Кириллом.
Сократ Схоластик рассказывает, что, услышав о суровой и публичной казни Иеракса, Кирилл пришёл в негодование, встретился с представителями еврейской общины и пригрозил, что примет суровые меры против них «со всей строгостью», если они немедленно не прекратят строить козни против христиан. В ответ на требования Кирилла александрийские евреи пришли в ещё большую ярость и в конце концов прибегли к насилию против христиан. Евреи замыслили проучить христиан ночью, они послали некоторых своих людей кричать по всем концам города, будто горит церковь, а потом, когда на зов сбегались перепуганные христиане, они их убивали.
Согласно Сократу Схоластику, в 414 году, после резни, устроенной евреями против христиан, Кирилл закрыл все синагоги в Александрии, конфисковал всё имущество, принадлежащее евреям, и изгнал ряд евреев из города; Схоластик предполагает, что все евреи были изгнаны, в то время как Иоанн Никийский отмечал, что это были только те, кто участвовал в резне. Орест, римский префект Александрии, который также был близким другом Гипатии и недавно принял христианство, был возмущён действиями Кирилла, он и Кирилл написали друг на друга жалобы императору. В конце концов, Кирилл попытался примириться с Орестом и несколько раз попытался связаться с ним по этому поводу, включая попытку посредничества, и, когда это не удалось, он лично пришёл к префекту «… взял и держал перед ним книгу Евангелие, думая хотя бы этим пристыдить его…». Тем не менее Орест остался равнодушен к подобным жестам. Для помощи Кириллу в Александрию прибыли монахи из Нитрийской пустыни. Конфликт обострился, и вспыхнул бунт, в котором парабаланы, отшельники из египетской пустыни, чуть не убили Ореста, обвинив его в том, что он тайный язычник. Орест отверг обвинения, сказав, что он был крещён архиепископом Константинопольским. Монахи не поверили ему и один из них по имени Аммоний в ответ бросил камень в Ореста, попав ему в голову. В наказание Орест приказал схватить Аммония, его публично пытали до смерти. Кирилл представил события с противоположной стороны, и при похоронах Аммония он назвал его Фавмасием, что указывало на мученическую кончину, но христиане в Александрии были возмущены этим, так как Аммоний был убит за подстрекательство к мятежу и попытку убить префекта, а не за его веру. Видные александрийские христиане вмешались и вынудили Кирилла оставить это дело. Кирилл предал память Аммония забвению. Тем не менее, вражда Кирилла с Орестом набирала обороты. Орест часто обращался за советом к Гипатии, поскольку она была хорошо известна как среди язычников, так и среди христиан и у неё была безупречная репутация мудрого советника. Её постоянное присутствие рядом с Орестом было очень выгодно для него, давая ему козырь в любом споре, так как авторитет Гипатии, как главы языческой общины Александрии, был достаточно высок, и поэтому александрийцы рассматривали её как очень влиятельную и могущественную особу.
Но потом неожиданно против Гипатии поднялась волна обвинений в чародействе. Сократ Схоластик упоминает слухи, обвиняющие Гипатию в том, что она помешала Оресту помириться с Кириллом. Следы других слухов, распространявшихся среди христианского населения Александрии, можно найти в трудах египетского коптского епископа VII века Иоанна Никиусского, который утверждает в своей хронике («Хроника». 84; 87—92, 100—101), что Гипатия занималась колдовством и что она околдовывает Ореста и направляет его политику:
«И в те дни в Александрии появилась женщина-философ, язычница по имени Гипатия, и она была предана во все времена магии, астрологии и музыкальным инструментам, и она соблазнила многих людей своими чародейскими уловками. И правитель города чрезвычайно почитал её, ибо она обольстила его своей магией. И он перестал посещать церковь, как это было у него в обычае… И он не только сделал это, но и привлёк к ней многих верующих, и сам принял неверующих в своём доме».
Согласно Сократу Схоластику, во время Великого поста в марте 415 года «люди с горячими головами» под предводительством некого чтеца по имени Пётр, заранее сговорившись, подстерегли Гипатию по дороге домой. Беснующаяся толпа стащила её с носилок и притащила, опозоренную и избитую, к Кесареону — главной церкви города. Это был языческий храм и центр царского и римского имперского культа в Александрии, который ариане в 345 году преобразовали в христианскую церковь, получившую статус кафедрального собора Александрии. Здесь с Гипатии сорвали одежды и жестоко умертвили, заживо сдирая плоть до костей черепками от керамической посуды. Дамаский добавляет, что они также вырезали ей глаза. Они разорвали её тело на куски и затем останки протащили по улицам таким образом, как поступили бы с самыми гнусными преступниками, и демонстративно сожгли в месте, называемом Кинарон, проводя таким способом символическое очищение города. Хотя Сократ Схоластик никогда прямо не называет убийц Гипатии, обычно считается, что это были парабаланы. Кристофер Хаас оспаривает эту идентификацию, утверждая, что убийцы, скорее всего, были «толпой александрийских мирян». Впрочем, как у некоторых современников тех событий, так и у современных исследователей возникали сомнения в причастности христиан к этому убийству, так как по форме оно напоминало языческое жертвоприношение. Сам же Кирилл неоднократно высказывался против насильственного решения религиозных противоречий.
Христианский историк Сократ Схоластик непосредственную вину в смерти Гипатии возлагает на «некоего чтеца Петра»:
| ἐπεὶ γὰρ συνετύγχανε συχνότερον τῷ Ὀρέστῃ͵ διαβολὴν τοῦτ΄ ἐκίνησε κατ΄ αὐτῆς παρὰ τῷ τῆς ἐκκλησίας λαῷ͵ ὡς ἄρα εἴη αὕτη ἡ μὴ συγχωροῦσα τὸν Ὀρέστην εἰς φιλίαν τῷ ἐπισκόπῳ συμβῆναι. Καὶ δὴ συμφρονήσαντες ἄνδρες τὸ φρόνημα ἔνθερμοι͵ ὧν ἡγεῖτο Πέτρος τις ἀναγνώστης͵ ἐπιτηροῦσι τὴν ἄνθρωπον ἐπανιοῦσαν ἐπὶ οἰκίαν ποθέν• καὶ ἐκ τοῦ δίφρου ἐκβαλόντες͵ ἐπὶ τὴν ἐκκλησίαν ᾗ ἐπώνυμον Καισάριον συνέλκουσιν͵ ἀποδύσαντές τε τὴν ἐσθῆτα ὀστράκοις ἀνεῖλον• καὶ μεληδὸν διασπάσαντες͵ ἐπὶ τὸν καλούμενον Κιναρῶνα τὰ μέλη συνάραντες πυρὶ κατηνάλωσαν. Τοῦτο οὐ μικρὸν μῶμον Κυρίλλῳ καὶ τῇ Ἀλεξανδρέων ἐκκλησίᾳ εἰργάσατο• ἀλλότριον γὰρ παντελῶς τῶν φρονούντων τὰ Χριστοῦ φόνοι καὶ μάχαι καὶ τὰ τούτοις παραπλήσια. Καὶ ταῦτα πέπρακται τῷ τετάρτῳ ἔτει τῆς Κυρίλλου ἐπισκοπῆς͵ ἐν ὑπατείᾳ Ὁνωρίου τὸ δέκατον͵ καὶ Θεοδοσίου τὸ ἕκτον͵ ἐν μηνὶ Μαρτίῳ͵ νηστειῶν οὐσῶν |  | Так как она очень часто беседовала с Орестом, её обращение с ним подало повод к клевете [в церковном народе], будто бы она не дозволяла Оресту войти в дружбу с Кириллом. Посему люди с горячими головами, под начальством некоего [чтеца] Петра, однажды сговорились и подстерегли эту женщину. Когда она возвращалась откуда-то домой, они стащили её с носилок и привлекли к церкви, называемой Кесарион, потом, обнажив её, умертвили черепками, [разорвали на части], а [куски] тело снесли на место, называемое Кинарон, и там сожгли. Это причинило немало скорби [позора] и Кириллу, и александрийской церкви, ибо убийства, распри и все тому подобное совершенно чуждо мыслящим по духу Христову. Упомянутое событие произошло в четвёртый год епископства Кирилла, в десятый консульства Гонория и шестой Феодосия, в месяце марте, во время поста. |

В большинстве из сохранившихся письменных источников об этом событии ни один из авторов не выражает радости по поводу произошедшего. Но, например, Иоанн Никиусский открыто восхвалял убийцу Гипатии чтеца Петра как «превосходного во всех отношениях последователя Иисуса Христа».
Сократ Схоластик представляет убийство Гипатии как полностью политически мотивированное и не упоминает о какой-либо роли, которую язычество могло сыграть в её смерти. Вместо этого он пишет, что «она стала жертвой политической ревности, которая в то время преобладала. Поскольку она часто беседовала с Орестом, среди христианского населения ходили клеветнические слухи, что именно она помешала Оресту примириться с епископом». Сократ Схоластик недвусмысленно осуждает действия толпы, заявляя: «конечно, ничто не может быть дальше от духа христианства, чем допущение резни, драк и дел такого рода». Он пишет, что убийство Гипатии людьми «с горячими головами под начальством некоего Петра <…> причинило немало скорби и Кириллу, и александрийской Церкви, ибо убийства, распри и все тому подобное совершенно чуждо мыслящим по духу Христову».
Канадский математик Ари Беленький утверждал, что Гипатия, возможно, была вовлечена в спор о дате христианского праздника Пасхи 417 года и была убита в день весеннего равноденствия во время астрономических наблюдений. Классические учёные Алан Камерон и Эдвард Уоттс отвергают эту гипотезу, отмечая, что ни в одном древнем тексте нет абсолютно никаких свидетельств, подтверждающих какую-либо часть этой гипотезы.
Смерть Гипатии вызвала шок по всей империи; на протяжении веков философы считались фактически неприкасаемыми во время демонстраций общественного насилия, которые иногда происходили в римских городах, а убийство женщины-философа толпой рассматривалось как «глубоко опасное и дестабилизирующее» происшествие. Хотя никаких конкретных доказательств, связывающих Кирилла с убийством Гипатии, так и не было обнаружено, широко распространено мнение, что это был его приказ. Александрийская церковь и весь клир был встревожен данными событиями и послал посольство в Константинополь. Советники Феодосия II начали расследование данного убийства. Также целью расследования было определить, был ли причастен к данному убийству Кирилл и какова была или не была его роль в содеянном преступлении.
Расследование привело к тому, что императоры Гонорий и Феодосий II усомнились в способности Кирилла контролировать парабаланов и издали осенью 416 года указ, который лишил Кирилла власти над парабаланами и передал управление над ними префекту Оресту. Эдикт запрещал парабаланам посещать «любое публичное зрелище» или входить «в место заседания муниципального совета или в зал суда». Он также строго ограничил вербовку и общее число парабаланов (не более чем пять сотен). По мнению Дамаския, сам Кирилл якобы избежал ещё более тяжкого наказания, подкупив одного из чиновников Феодосия II. Уоттс утверждает, что убийство Гипатии стало поворотным моментом в борьбе Кирилла за политический контроль над Александрией. Гипатия была стержнем, скреплявшим оппозицию Ореста против Кирилла, и без неё оппозиция быстро развалилась. Как сообщает профессор Уоттс, два года спустя Кирилл отменил закон, поставивший парабаланов под контроль Ореста, и к началу 420-х годов Кирилл стал доминировать в Александрийской церкви.
Это и последующие события нанесли большой удар по политической культуре города, муниципальная оппозиция была запугана, Орест отошёл от активной политики.
Несмотря на слова Сократа Схоластика об ответственности чтеца Петра, позднейшие авторы вину за смерть Гипатии часто возлагают на Кирилла Александрийского (Отца Церкви, канонизированного святого).
О Гипатии всё ещё помнили в поздней Византии. Историк и поэт Никифор Каллист Ксанфопул (XIV в.) посвятил Гипатии отдельную главу в своей «Церковной истории» (кн. XIV, гл. 16). И хотя здесь Ксанфопул следует в основном Сократу Схоластику (по рассказу которого Гипатия «превзошла современных себе философов»), от себя Никифор добавил, что Ипатия превзошла даже всех задолго прежде неё бывших философов. А историк и богослов Никифор Григора (XIV в.) в своей «Истории ромеев» (кн. VIII, гл. 3), желая подчеркнуть достоинства знатной ромейской аристократки, рассказал, что: «самые учёные мужи называли её пифагорейкой Феано и новой Ипатией».
Краткие сведения о Гипатии дошли и до древнерусского читателя. Так, отрывок о ней из «Хронографии» Иоанна Малалы сохранился в древнерусском переводе (в «Летописце Еллинском и Римском»):
Сии же Федосии създавь въ Александрии церковь велику, имущю поприще, яже и донынѣ нарицается Федосиева, и любляше бо Кирила, архиепискупа александрьскаго. И приимше дръзновение от епискупа, александрѣистии гражданѣ ужгоша хврастиемь власть вземше въ царство его Упатию, словущу философицу, о неиже великая глаголахуся: бѣ бо стараа жена

### Последствия
Неоплатонизм и язычество сохранялись в течение столетий после смерти Гипатии. В самой Александрии продолжали строить новые академические лекционные залы, где продолжала практиковаться неоплатоническая философия минимум до VI века. В течение следующих 200 лет философы-неоплатоники, такие как Гиерокл Александрийский, Иоанн Филопон, Симпликий и Олимпиодор Младший, проводили астрономические наблюдения, преподавали математику и писали пространные комментарии к трудам Платона и Аристотеля. Гипатия не была последней языческой женщиной-философом; к более поздним женщинам философам можно отнести к примеру Эдесию, Асклепигению и Феодору из Эмесы. По словам доктора Уоттса, у Гипатии не было ни назначенного преемника в школе, ни супруга, ни детей, и её внезапная смерть оставила её наследие незащищённым.
Вскоре после убийства Гипатии под её авторством появилось некое антихристианское письмо, ныне сочтённое как поддельное. Дамаский «стремился использовать скандал, связанный со смертью Гипатии», и возложил ответственность за её убийство на епископа Кирилла и его христианских последователей. Отрывок из «Жития Исидора» Дамаския, сохранившийся в Суде, приходит к выводу, что убийство Ипатии было вызвано завистью Кирилла к «её мудрости, превышающей все границы, особенно в том, что касается астрологии». Сам Дамаский рассматривал христианских епископов как «опасных, ревнивых фигур, которые также были совершенно нефилософскими персонами». Рассказ Дамаския об убийстве Ипатии христианами является единственным историческим источником, приписывающим прямую ответственность епископу Кириллу. В то же время Дамаский также не был полностью великодушен к Гипатии; он характеризует её как не более чем странствующую кинику и неблагоприятно сравнивает её со своим собственным учителем Исидором Александрийским, отметив, что «Исидор значительно затмил Гипатию, не только как мужчина женщину, но и как настоящий философ простого геометра».

### Современные оценки
По сведениям Т. Лященко, существует мнение, что сообщение Сократа Схоластика содержит намёки на вину архиепископа Кирилла, но он побоялся открыто назвать его имя. Лященко на это возражает, что в других случаях Сократ не боялся приписывать Кириллу небезупречные деяния, а реакция Кирилла не могла привести к серьёзным последствиям для жителей Константинополя. Сомнительно участие парабаланов в убийстве: Сократ, будучи юристом, не употребил этот устоявшийся в текстах законов термин. Пётр-чтец, будучи анагностом, мог быть оглашенным и не принадлежать к клиру. Но, если бы он и был клириком, то несправедливо возлагать ответственность за отдельную личность на главу клира, а тем более на весь клир, хотя авторитет Александрийской церкви закономерно пострадал. «Люди с горячими головами» — это александрийская толпа, известная склонностью к беспорядкам и насилию, а мотив зависти следует приписывать не Кириллу, а, скорее, народу, завидующему влиянию Гипатии на Ореста. Вероятно, к этому примешивался мотив суеверия: астрономы часто занимались астрологией и магией, и вышеназванное влияние приписано колдовству.
К доказательствам невиновности архиепископа Кирилла Лященко относил: 1) депутацию александрийцев к императору Феодосию с просьбой пресечь производимые парабаланами беспорядки, усилившиеся во время отъезда Кирилла, причём император усомнился в способности предстоятеля церкви справиться в одиночку — из чего следует, что влияние архиепископа на парабаланов было недостаточным, тем более во время вынужденного отъезда; 2) Орест, стремившийся очернить архиепископа, не смог предоставить большего обвинения, чем слабость надзора; 3) трудно допустить, что Церковь единодушно почтила бы совершившего нераскаянный смертный грех, при том, что в окружении Кирилла было много ревнителей благочестия (напр., святой Исидор Пелусиот) и откровенных недоброжелателей и клеветников, особенно из числа несториан.
С. С. Аверинцев отмечает, что Гипатия могла быть принята за мага, что и стало причиной её смерти:

Одного нельзя сказать ни о смерти Сопатра, ни о смерти Максима, ни даже о много более трагической и несправедливой смерти Ипатии: нельзя сказать, что суеверные современники по невежеству приняли учёных за магов. Учёные сами выдавали себя за магов, и притом с глубоким внутренним убеждением. Конечно, они были жертвами суеверия, однако того суеверия, которое сами обосновывали и распространяли. Чем они не были, так это мучениками науки. В лучшем случае они были мучениками языческой религии.

Автор двух беллетризованных жизнеописаний Гипатии (Selene of Alexandria и Hypatia: Her Life and Times), Фейт Джастис (Faith L. Justice) считает, что согласно имеющимся данным, Гипатия приняла смерть не вследствие того, что она была язычницей, или учёным, или женщиной, а вследствие вовлечённости в политику.
П. Ф. Преображенский отмечает:

… Христианская церковь чувствовала некоторую неловкость за кровавую расправу с Ипатией. Приходилось тщательно выгораживать Кирилла Александрийского, чтобы снять с этого признанного авторитета клеймо погромщика… По странной иронии судьбы Кирилл, этот ревностный и неутомимый борец за достоинство христианской Богоматери, как Девы и Матери не человека, а именно Бога, оказался идеологическим вдохновителем гнусного растерзания девушки…

По мнению Преображенского, «образцовая жизнь и мученическая смерть Гипатии послужила прообразом для жития христианской мученицы Екатерины Александрийской, составленного около X века. Житие св. Екатерины Александрийской почти в точности повторяет жизнь Гипатии. Обе женщины занимаются философией, математикой, астрономией, отличаются редкой красотой, чистотой, красноречием и обе погибают мучительной смертью в руках разъярённой толпы. Таким образом, жертва христианского фанатизма и изуверства превратилась в христианскую святую». В то же время другие исследователи оспаривают гипотезу Преображенского, связывая образ святой Екатерины Александрийской с безымянной александрийской мученицей эпохи Диоклетиана, описанной в «Церковной истории» Евсевия Кесарийского, где также присутствует мотив блестящей образованности, но кроме того имеется ряд мотивов, имеющихся в житии Екатерины Александрийской, но отсутствующих в биографии Гипатии (неудачное сватовство императора). Кроме того, параллели в обстоятельствах гибели, на которые ссылается Преображенский, не соответствуют источникам — согласно житию Екатерины Александрийской, мученица была казнена через отсечение головы императорским воином, а не от рук толпы.
В XXI веке представители Церкви отрицают гипотезу о вине епископа Кирилла в трагической гибели Гипатии. А. Л. Дворкин в «Очерках по истории Вселенской Православной Церкви» и церковный историк Г. Захаров указывают на отсутствие документальных источников, подтверждающих версию об ответственности св. Кирилла за гибель Гипатии. Александр Мень отмечает, что «Кирилл не был непосредственным виновником этих преступлений, но нитрийцы ссылались на его авторитет».

## Философская, научная, общественная деятельность
Гипатия писала на греческом языке, бывшим в то время языком науки на пространстве всего Средиземноморья. Гипатия была описана как энциклопедистка, и, вероятно, была более учителем и комментатором, чем новатором. Не найдено никаких доказательств тому, что Гипатия когда-либо публиковала какие-либо независимые работы по философии, и, похоже, она не сделала никаких математических открытий. Во времена Гипатии учёные сохраняли классические математические работы и комментировали их вместо публикации оригинальных работ. Также было высказано предположение, что Гипатия и её отец сосредоточили свои усилия на сохранении математических трактатов для своих учеников. В словаре «Суда» ошибочно утверждается, что все труды Гипатии были утеряны, но современная наука идентифицировала несколько сохранившихся работ. Такого рода авторская неопределённость типична для женщин-философов древности.

### Редакция текста сохранившейся третьей книги комментариев Теона к«Альмагесту»
Известно, что Гипатия отредактировала существующий текст третьей книги «Альмагест» Птолемея. Когда-то считалось, основываясь на названии «Комментарий Теона Александрийского к третьей книге Альмагест Птолемея, издание, переработанное моей дочерью Гипатией, философом», что Гипатия просто пересмотрела комментарий Теона к «Альмагесту», но, основываясь на анализе названий других комментариев Теона и аналогичных названий того периода, учёные пришли к выводу, что Гипатия исправила не комментарий отца, а сам текст «Альмагеста». Её вкладом считается улучшенный метод деления столбиком, необходимый для астрономических вычислений. В «Альмагесте» Птолемей предложил задачу деления для вычисления количества градусов, пройденных солнцем за один день, когда оно вращается вокруг Земли. В своём раннем комментарии Теон попытался улучшить метод деления Птолемея. В тексте, отредактированном Гипатией, подробно описан табличный метод. Этот табличный метод может быть той «астрономической таблицей», которую исторические источники приписывают Гипатии. Классицист Алан Камерон считает, что Гипатия редактировала не только третью книгу комментариев, но и все девять сохранившихся книг «Альмагеста».

### «Арифметика»Диофанта
Гипатия написала комментарий к «Арифметике» Диофанта, состоящей из 13 книг и написанной около 250 года новой эры. В этом комментарии было изложено более ста математических задач, для решения которых предлагается использование алгебры. На протяжении веков считалось, что комментарий утрачен, причём только первоначальные тома «Арифметики», с первого по шестой, сохранились в греческом оригинале, но как минимум четыре дополнительных тома были сохранены в арабском переводе, выпущенном примерно в 860 году. Арабский текст содержит многочисленные расширения, которых нет в греческом тексте, включая проверку примеров Диофанта и дополнительные задачи.
А. Камерон заявляет, что наиболее вероятным источником этого дополнительного материала является сама Гипатия, поскольку Гипатия — единственный древний писатель, который написал комментарий к «Арифметике», и дополнения, по-видимому, следуют тем же методам, которые использовал её отец Теон. Впервые дополнительный материал в арабских рукописях счёл наследием Гипатии учёный XIX века Поль Таннери. В 1885 году сэр Томас Хит опубликовал первый английский перевод сохранившейся части «Арифметики». Хит утверждал, что сохранившийся текст «Арифметики» на самом деле является школьным пособием, изданным Гипатией для своих же учеников. По словам М. Уэйт, Гипатия использовала необычный алгоритм для деления (в тогдашней стандартной шестидесятиричной системе счисления), что теперь позволяет учёным легко отыскивать части текста, написанные ею.
Консенсус в отношении того, что комментарий Гипатии является источником дополнительного материала в арабских рукописях «Арифметики», был оспорен историком математики Уилбуром Кнорром, который утверждает, что «интерполяции такого низкого уровня не требуют какого-либо реального математического понимания» и что автор интерполяций «мог быть только тривиальным умом … в прямом противоречии с древними свидетельствами о высоком уровне Гипатии как философа и математика». А. Камерон также отметил, что хотя Теон также имел высокую репутацию, его сохранившиеся работы совершенно неоригинальны. Он настаивает и на том, что работа Гипатии о Диофанте была школьным изданием, предназначенным для учеников, а не профессиональных математиков.

### Другие математические работы
Гипатия также написала комментарий (в 8 книгах) к работе Аполлония Пергского «Коники» (о конических сечениях), который не сохранился. Считается также, что она создала «Астрономический канон»: либо новое издание «Удобных таблиц» Клавдия Птолемея, либо вышеупомянутый комментарий к «Альмагесту». Основываясь на внимательном прочтении и сравнивая её предполагаемый вклад в работу Диофанта, Кнорр предполагает, что Гипатия, возможно, также редактировала Архимедово «Измерение круга», анонимный текст об изометрических фигурах, и текст, позже использованный Иоанном Тайнмутским, учёным богословом и историком XIII века, в его работе об измерении сферы Архимедом. Для комментариев к работам Аполлония или «Астрономическому канону» требовалась хорошая подготовка, отчего некоторые современные учёные признают Гипатию неплохим математиком своей эпохи.

### Конструирование механизмов

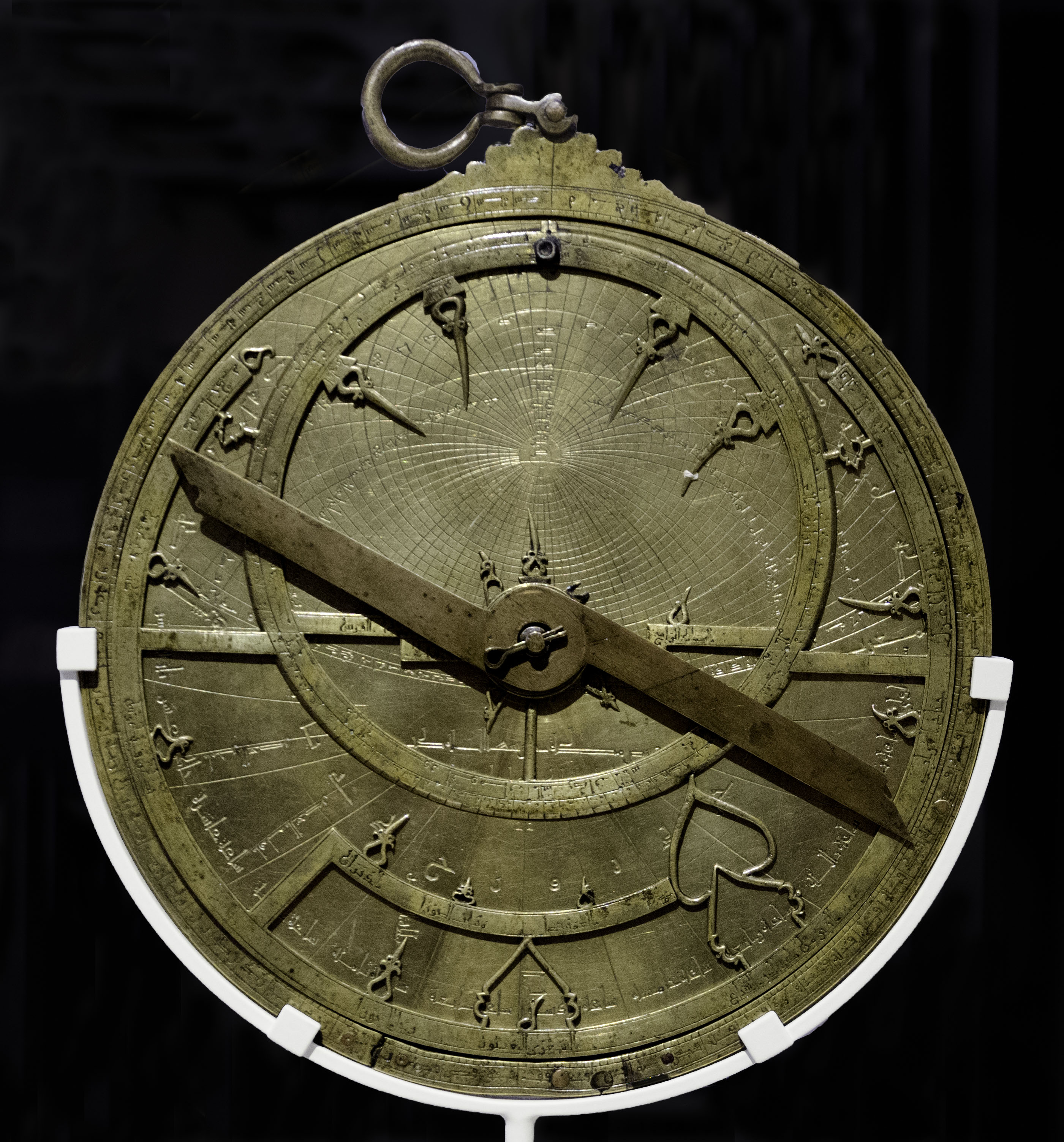
Известно, что Гипатия конструировала плоские астролябии, такие как показанная на фото, датируется XI веком.

Согласно одному из писем Синезия, Гипатия научила его, как сконструировать серебряную плоскую астролябию в качестве подарка для чиновника. «Маленькая астролябия» или «плоская астролябия» использует стереографическую проекцию небесной сферы на плоскость, в отличие от армиллярной сферы, которая имеет форму шара. Армиллярные сферы были громоздкими, тогда как плоская астролябия была портативным и практичным прибором.
Утверждение из письма Синезия иногда ошибочно интерпретируется как изобретение плоской астролябии Гипатией, но плоская астролябия использовалась по крайней мере за 500 лет до её рождения. Гипатия научилась строить плоские астролябии у Теона, который написал о них два трактата. Трактат Теона ныне утерян, но он был хорошо известен сирийскому епископу Северу Себохту (575—667 годы), который описывает его содержание в своём собственном трактате об астролябиях. Гипатия и Теон, возможно, также изучали «Planisphaerium» Птолемея, в которой описываются вычисления, необходимые для построения астролябии. Формулировка Синезия указывает на то, что Гипатия сама не проектировала и не конструировала астролябию, а просто выступила в качестве наставника в процессе её конструирования.
В другом письме Синезий просит Гипатию сконструировать ему «гидроскоп», устройство, ныне известное как ареометр, для определения плотности или удельного веса жидкостей, на основании чего Гипатии приписывают изобретение и этого прибора. Но, напротив, Синезий описывает гидроскоп в мельчайших деталях, будто Гипатия никогда не слышала об этом устройстве, но Синезий полагает, что она сможет воспроизвести его по описанию. Гидрометры были основаны на законе Архимеда (III в. до н. э.), возможно, были изобретены им и описаны ещё во II в. н. э. в стихотворении римского учёного Ремния. Хотя современные исследователи часто приписывают Гипатии разработку множества других изобретений, все эти и другие приписывания могут быть смело отброшены как ложные. Шарлота Бут, британский египтолог, заключает: «Современная репутация Гипатии как философа, математика, астронома и изобретателя-механика непропорциональна количеству сохранившихся свидетельств о работах из её жизни. Эта репутация основана либо на мифе, либо на слухах, а не на реальных доказательствах».

### Религиозные воззрения и общественная деятельность
В течение XIX в. сложился историографический миф, восходящий к английскому писателю Чарльзу Кингсли: Гипатия представлялась языческой мученицей, которая была растерзана толпой за религиозную нетерпимость. Эта «легенда нового времени» подробно разобрана в 1 главе монографии Марии Дзельской. Тем не менее историк поздней античности доктор Эдвард Дж. Уоттс, в своём исследовании показал, что Гипатия, хотя и не была убита из-за религиозной нетерпимости, но стала рассматриваться среди язычников именно как мученица, и её убийство заставило философов неоплатонников принять взгляды, которые всё больше подчёркивали языческие аспекты их системы верований и помогли создать чувство идентичности для философов как языческих традиционалистов, отделённых от христианских масс.
Ныне преобладает мнение о том, что Гипатия была веротерпима, не акцентировала внимания на религиозных вопросах и признавала примат разума над религиозными верованиями, при этом сближалась с Порфирием по вопросу об отсутствии субординации в трактовке трёх основных ипостасей неоплатонизма, и расходилась с прочими неоплатониками в высокой оценке гражданских добродетелей. Сохранившиеся источники чётко показывают нам, что Ипатия не была атеисткой, как это стали преподносить в последнее время, она была практикующей язычницей и приверженкой неоплатонизма, являясь при этом последовательницей учения Плотина в том, что целью философии было «мистическое единение с божественным». В поздней античности астрономия рассматривалась как часть математической науки по своему характеру, тогда не проводилось никакого различия между математикой и нумерологией или астрономией и астрологией.
Гипатия не участвовала в юлианской реставрации язычества. В её школе не культивировались теургические практики ямвлиховского религиозного неоплатонизма (как, например, в Афинской школе неоплатонизма), что позволяло христианам там обучаться. При жизни Гипатии в Александрии и её округе были активны многие неоплатоники ямвлиховского толка; наиболее известным из них был Антонин, учивший в Канопе (20 км от Александрии). Это были самые последовательные защитники религиозных практик язычества. Разгром Серапеума в 391 году христианами не вызвал изменений в деятельности школы Теона — Гипатии. Её школа регулярно посещалась императорскими чиновниками, нёсшими службу в Александрии. Упоминания Сократа Схоластика о тесных отношениях, которые связывали её с двумя губернаторами и местными городскими советниками дали Дамаскию повод определить, что Гипатия имела такую хорошую репутацию, что правители города всегда почитали её первой", когда они приезжали в город.

## Наследие и влияние

### Эпоха Просвещения

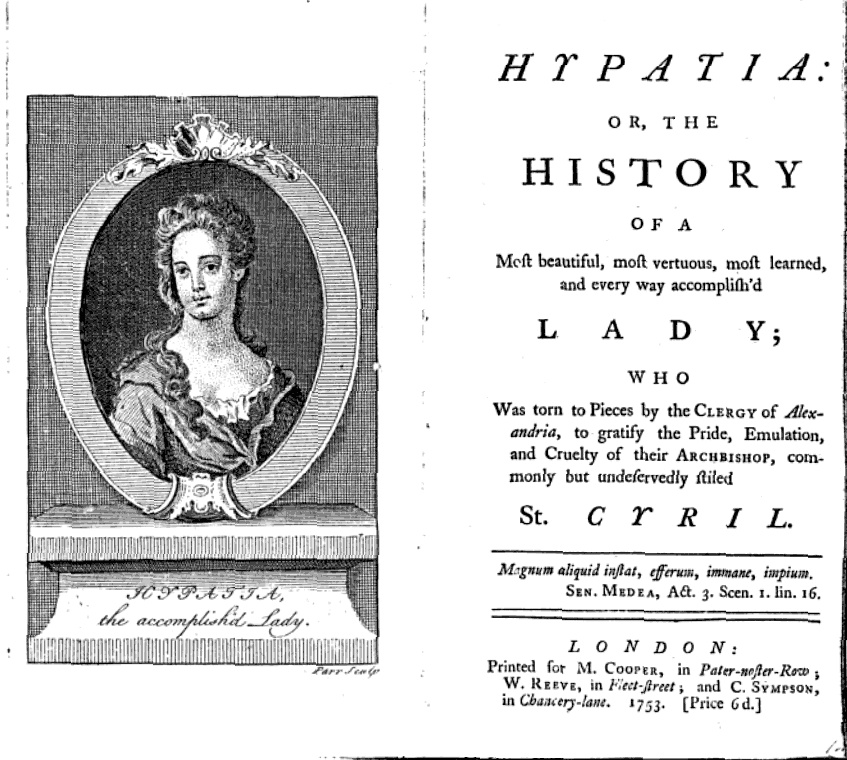
Титульный лист трактата Джона Толанда

Философ-деист XVIII века Джон Толанд использовал убийство Ипатии в качестве основы для антикатолического трактата, изображая смерть Ипатии в наихудшем свете, изменяя историю и выдумывая подробности, которых нет ни в одном из древних источников. Свою героиню он характеризовал как «… добродетельнейшую, учёнейшую и достойнейшую даму, разорванную на куски александрийским духовенством, чтобы удовлетворить гордость, завистливость и жестокость своего архиепископа, обычно, но незаслуженно называемого святым Кириллом». Английский протестант Томас Льюис в своём ответе 1721 года защищал Кирилла, отверг рассказ Дамаския на основании того, что Дамаский был язычник и предвзят, и утверждал, что Сократ Схоластик «пуританин», который был последовательно предубеждён по отношению к Кириллу. Гипатию он назвал «самым бесстыдным школьным преподавателем Александрии».
Вольтер в своём «Examen important de Milord Bolingbroke ou le tombeau de fanatisme» (1736 год) упомянул Ипатию как верующую в «законы рациональной природы» и «способности человеческого разума, свободного от догм» и описал её смерть как «зверское убийство, совершённое гончими Кирилла с тонзурой, с фанатичной бандой по пятам». Чтобы яснее представить читателю облик Гипатии, он переносит александрийскую трагедию в современный ему Париж, где кармелитские монахи якобы растерзали некую парижскую красавицу за то, что она предпочитала Гомера поэме кармелита, посвящённой Магдалине. Позже, в записи для философского словаря (1772 года), Вольтер снова изобразил Ипатию как свободомыслящего деистического гения, жестоко убитого невежественными христианами. Большая часть записи полностью игнорирует саму Ипатию и вместо этого рассматривает спор о том, был ли Кирилл ответственен за её смерть. Вольтер заканчивает текст ехидным замечанием: «Красивых женщин раздевают догола, конечно, не для того, чтобы их убивать».
В «Истории упадка и разрушения Римской империи» английский историк-антихристианин Эдуард Гиббон расширил взгляды Толанда и Вольтера, объявив Кирилла «единственной причиной всего зла в Александрии в начале пятого века» и истолковав убийство Ипатии как доказательство в поддержку своего тезиса о том, что возникновение христианства ускорило упадок Римской империи. Он отмечает продолжающееся почитание Кирилла как христианского святого, отметив, что «суеверие [христианство], возможно, более мягко искупило бы кровь девственницы, чем изгнание святого». В ответ на эти обвинения католические авторы, а также некоторые французские протестанты настаивали на том, что Кирилл не имел абсолютно никакого отношения к убийству Ипатии и что полную ответственность несёт чтец Пётр. В ходе этих жарких дебатов саму Ипатию, как правило, игнорировали, сосредоточившись на том, действовал ли чтец Пётр в одиночку или по приказу Кирилла.

### Девятнадцатый век

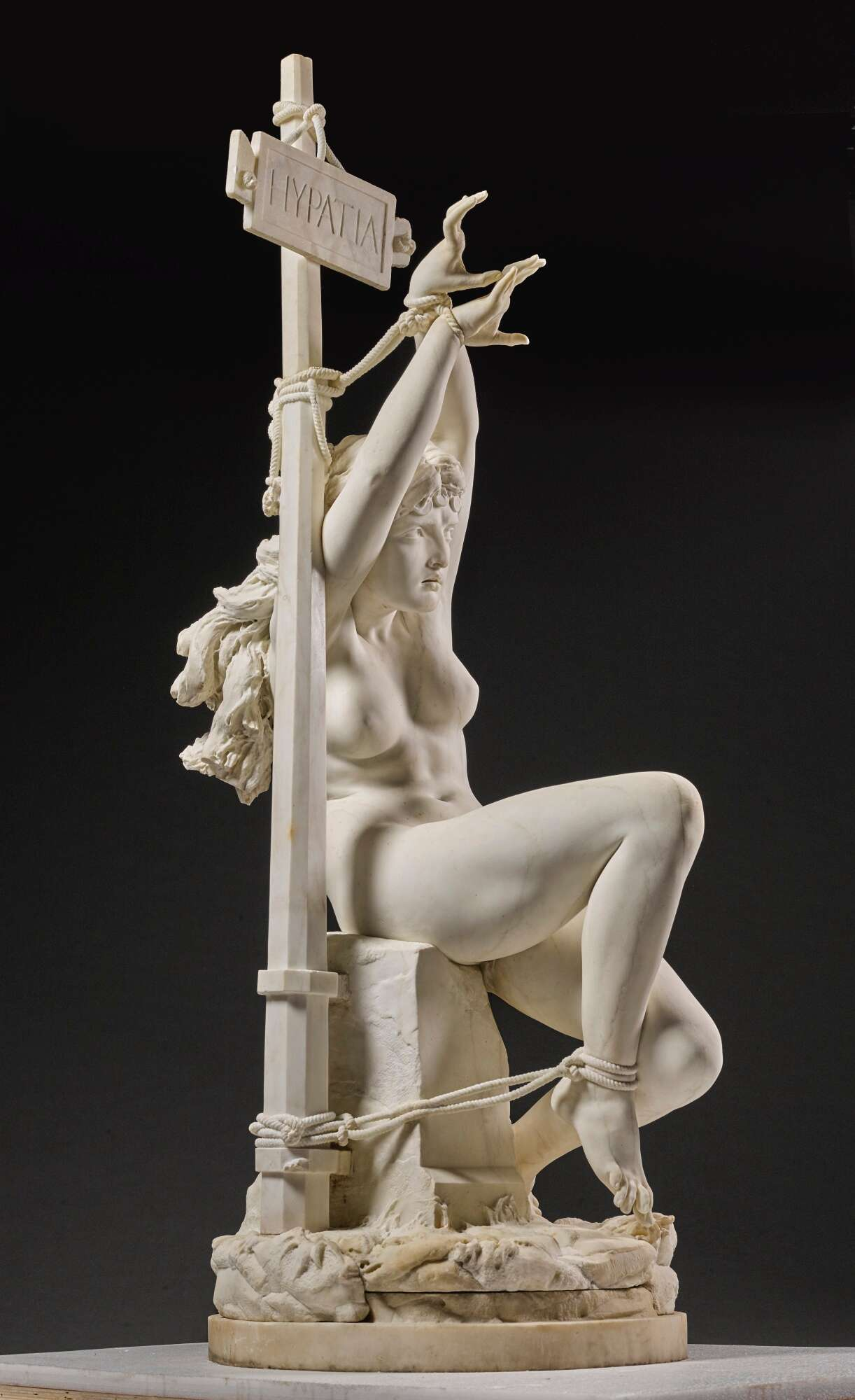
Гипатия, скульптор Одоардо Табакки

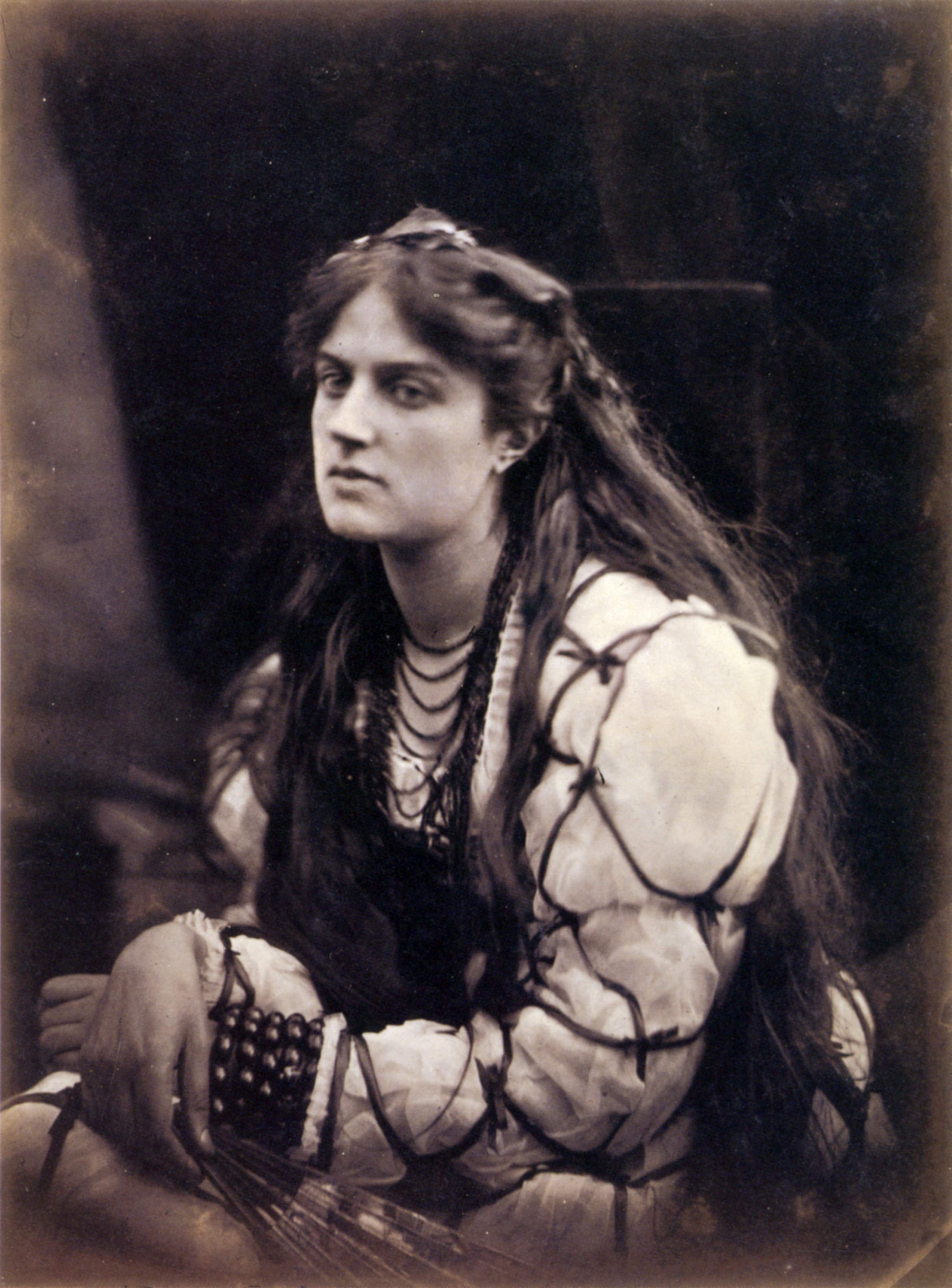
Гипатия. (фотограф Дж. М. Камерон, 1867)

В девятнадцатом веке европейские литературные авторы превратили легенду о Гипатии в часть неоэллинизма, движения, которое романтизировало древних греков и их ценности. Начал расти интерес к «литературной легенде о Гипатии». Диодата Салуццо Роэро в своей работе «Ipazia ovvero delle Filosofie» (1827) предположила, что Кирилл обратил Гипатию в христианство, и что она была убита вероломным священником.
В стихотворениях «Hypatie» (1852) и «Hypathie et Cyrille» (1857) французский поэт Шарль Леконт де Лиль изобразил Гипатию как воплощение уязвимой истины и красоты. Первое стихотворение Леконта де Лиля изображает Гипатию как женщину, родившуюся с опозданием, жертву законов истории. Второе стихотворение вернулось к деистическому изображению Гипатии по образцу XVIII века как жертвы христианской жестокости, но с тем поворотом, что Гипатия пытается и не может убедить Кирилла в том, что неоплатонизм и христианство на самом деле в корне одинаковы.

Роман Чарльза Кингсли «Ипатия» или «Новые враги со старым лицом» (1853) изначально задумывался как исторический трактат, но вместо этого стал типичным романом середины викторианской эпохи с воинственно антикатолическим посланиемГипатия изображена в нём беспомощная, претенциозная и эротическая героиня с духом Платона в теле Афродиты. Роман Кингсли был чрезвычайно популярен, переведён на несколько европейских языков и постоянно печатался до конца столетия. Он пропагандировал романтическое видение Ипатии как «последней из эллинов» и был быстро адаптирован к широкому спектру сценических постановок, первой из которых была пьеса Элизабет Бауэрс, поставленная в Филадельфии в 1859 году с самой писательницей в главной роли. 2 января 1893 года в театре Хеймаркет в Лондоне вышла гораздо более известная сценическая адаптация, написанная Дж. Стюарт Огилви и поставленная продюсером Гербертом Бирбом Три. Главную роль первоначально играла Джулия Нилсон, и в нём была тщательно продуманная музыка Хьюберта Парри. Роман Кингсли также породил произведения изобразительного искусства, в том числе фотографию 1867 года, изображающую Ипатию в образе молодой женщины, сделанную ранним фотографом Джулией Маргарет Камерон и картину Чарльза Уильяма Митчелла 1885 года, на которой изображена обнажённая Ипатия, стоящая перед алтарём в церкви.

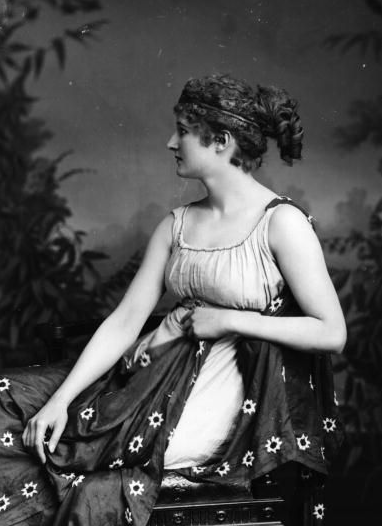
Актриса, возможно, Мэри Андерсон, в главной роли пьесы «Гипатия», около 1900 года.

В то же время европейские философы и учёные описывали Гипатию как последнего представителя науки и свободного исследования перед «долгим средневековым упадком». В 1843 году немецкие авторы Солдан и Хеппе в своей «Истории испытаний колдовства» утверждали, что Гипатия, возможно, была, по сути, первой знаменитой «ведьмой», наказанной христианской властью (см. Охота на ведьм).

### Двадцатый век
В 1908 году американский писатель Элберт Хаббард опубликовал предполагаемую биографию Гипатии в своей серии «Маленькие путешествия по домам великих учителей». Эта книга почти полностью является художественным произведением. В ней Хаббард рассказывает о программе физических упражнений, которую, как он утверждает, Теон разработал для своей дочери, включающей «рыбалку, верховую езду и греблю». Он утверждает, что Теон научил Гипатию «сохранять за собой право думать, потому что даже думать неправильно лучше, чем вообще никогда не думать». Хаббард утверждает, что, будучи молодой женщиной, Гипатия отправилась в Афины, где она училась у Плутарха Афинского. Однако вся эта предполагаемая биографическая информация полностью вымышлена и не встречается ни в одном древнем источнике. Хаббард даже приписывает Гипатии множество полностью сфабрикованных цитат, в которых она излагает современные рационалистические взгляды.
Примерно в то же время образ Гипатии стал активно эксплуатироваться феминистскими движениями, её жизнь и смерть начали рассматриваться в свете движения за права женщин. Карло Паскаль утверждал в 1908 году, что её убийство было антифеминистским актом и привело к изменению отношения к женщинам, а также к упадку средиземноморской цивилизации в целом. Дора Рассел, жена Бертрана Рассела, опубликовала книгу о недостаточном образовании женщин и неравенстве под названием «Гипатия или женщина и знания» в 1925 году. В прологе объясняется, почему она выбрала это название: «Гипатия была университетским лектором, осужденным церковными сановниками и разорванным на куски христианами. Такова, вероятно, будет судьба этой книги». Смерть Гипатии как символ рассматривают и некоторые историки. Например, Кэтлин Уидер предполагает, что убийство Гипатии ознаменовало конец классической античности, а писатель Стивен Гринблатт пишет, что её убийство «фактически ознаменовало падение александрийской интеллектуальной жизни». С другой стороны, Кристиан Уайлдберг отмечает, что эллинистическая философия продолжала процветать в V-м и VI-м веках до эпохи Юстиниана Великого.
Вымыслы о Гипатии продолжали распространяться на протяжении всего конца двадцатого века. Хотя вымышленная биография Хаббарда предназначалась для детей, Линн М. Осен опиралась на неё как на свой основной источник в своей влиятельной статье 1974 года о Гипатии, а также в своей книге 1974 года «Женщины в математике». Фордемский университет использовал биографию Хаббарда в качестве основного источника информации о Гипатии в курсе средневековой истории. В 1980 году Карл Саган на PBS в документальном сериале «Космос: персональное путешествие» привёл вымышленный рассказ о смерти Гипатии, связанный с сожжением Александрийской библиотеки воинствующими христианами. Он же в книге «Космос» подробно останавливается на истории гибели Гипатии, связываемой им с разгромом Александрийской библиотеки. На самом деле христиане во главе с Феофилом разрушили александрийский Серапеум, но в 391 году нашей эры, а последнее упоминание о библиотеке датируется VII веком.
Гипатия стала образцом для подражания для современных женщин-философов, также в её честь были названы два феминистских журнала: греческий журнал «Гипатия: феминистские исследования» был запущен в Афинах в 1984 году и «Гипатия: журнал феминистской философии» в Соединённых Штатах в 1986 году. В Великобритании фонд «Гипатия» содержит библиотеку и архив женских литературных, художественных и научных работ и спонсирует женский ретрит «Ипатия-в-лесу» в Вашингтоне.

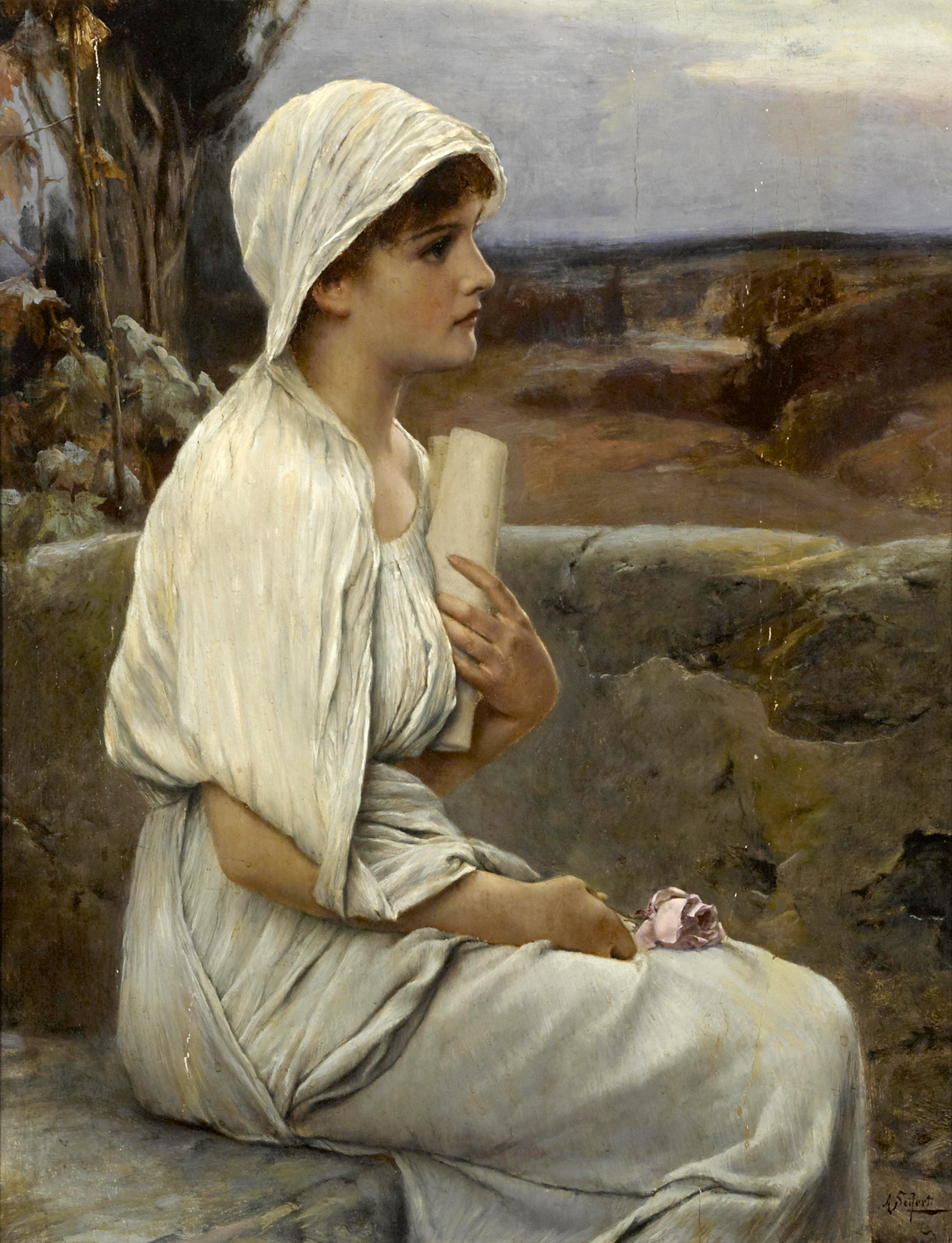
«Гипатия» кисти А. Зейферта. 1901 г.

«Званый ужин» — произведение феминистского псевдо-искусства от американской еврейской художницы Джудит Сильвии Коэн награждает Гипатию кувертом. Коэн на столе изображает греческих богинь, оплакивающих её смерть. Коэн заявляет, что социальные волнения, приведшие к убийству Гипатии, стали результатом патриархата и жестокого обращения с женщинами, и что может быть прекращено только путём установления матриархата. Она заявила, что труды Гипатии были уничтожены вместе с Александрийской библиотекой христианами.
Отсылки к Гипатии содержатся в произведениях литературы XX века , в том числе в рассказах Марселя Пруста «Мадам Сван дома» и «В цветущей роще» из «В поисках утраченного времени» и во «Сне Сципиона» Йена Пирса. Олдос Хаксли использует сравнение с Гипатией в романе «Контрапункт»: «Очень мила, но далеко не Гипатия». Гипатия (Ипатия) — один из главных персонажей повести украинского писателя Олеся Бердника «Прометей» (1970—1971 гг.).

### Двадцать первый век
Образ Гипатии продолжает эксплуатироваться авторами во многих странах мира. В романе Умберто Эко «Баудолино» (2002) любовный интерес героя — наполовину сатир, наполовину женщина, потомок сообщества учеников Гипатии, состоящего только из женщин, известных под общим названием Ипатия. Роман Шарлотты Крамер «Святое убийство: смерть Гипатии Александрийской» (2006) изображает Кирилла как классического архетипического злодея, в то время как Гипатия предстаёт как «блестящая, всеми любимая, и более осведомлённая в Священном Писании, чем Кирилл». Ки Лонгфелло в своём романе «Теки, как серебро» (2009) придумала сложную предысторию того, почему Гипатия впервые начала преподавать. Роман Зейдана Юсуфа «Азазил» (2012) описывает убийство Гипатии глазами свидетеля. Книга Брюса Макленнана «Мудрость Гипатии» (2013) представляет Гипатию гидом по неоплатонической философии для современной жизни. В «Заговоре, чтобы спасти Сократа» (2006) Пола Левинсона и его продолжениях Гипатия — путешественница во времени из США XXI века. В комедийном телесериале «В лучшем мире» Гипатия — одна из немногих древних философов, достойных попасть на небеса, поскольку не защищала рабство.
Фильм «Агора» (2009) чилийского режиссёра Алехандро Аменабара с Рэйчел Вайс в главной роли в роли представляет собой сильно беллетризованную инсценировку последних лет жизни Гипатии. Фильм, который был призван критиковать христианство, оказал мощное влияние на современные взгляды на Гипатию. Он крайне исторически недостоверен, особенно в части показа астрономических и механических исследований Гипатии, изображает её «меньше Платоном, чем Коперником». Также он включает эпизод изнасилования Гипатии её рабом-христианином, жирно подчёркивает ограничения, наложенные на женщин христианской церковью, включая момент, когда Кирилл читает 1Тим. 2:8, интерпретируя писание как запрет женщинам преподавать. Кроме того, фильм очень сильно преувеличивает научные достижения Гипатии и неверно изображает её как первооткрывателя того, что Земля вращается вокруг Солнца, хотя нет никаких исторических свидетельств тому, что Гипатия когда-либо изучала этот вопрос. Фильм также содержит сцену, основанную на серии из сериала «Космос: персональное путешествие» Карла Сагана, в которой христиане совершают набег на Серапеум и сжигают все хранившиеся там свитки, оставляя само здание нетронутым, хотя в реальности христиане разрушили именно здание, а библиотеки в Серапеуме в то время не было. Наконец, фильм показывает, будто Гипатия была атеисткой, что прямо противоречит сохранившимся источникам, которые все изображают её практикующей язычницей.
В 2015 году проект американца Роберта МакКланга Telergy выпустил альбом «Гипатия (Hypatia)», который рассказывает о трагической судьбе Гипатии Александрийской.

## Астрономические объекты
- В 1935 году Международный астрономический союз присвоил имя Гипатии кратеру на видимой стороне Луны.
- В честь Гипатии назван астероид (238) Гипатия, открытый в 1884 году.
- В декабре 2015 года после народного голосования на сайте Международного астрономического союза экзопланету, вращающуюся вокруг звезды Эдасих (Йота Дракона) и известную как Йота Дракона b, было решено назвать Гипатией (Hypatia)[264].

## Комментарии
1. ↑  Использование музыки для облегчения похотливых побуждений было пифагорейским средством, основанным на анекдоте из жизни Пифагора, утверждающего, что, когда он столкнулся с несколькими пьяными юношами, пытающихся ворваться в дом одной добродетельной женщины, он запел торжественную песню, и бушующее своеволие юнцов прекратилось[54].
2. ↑  ἐκκλησίας λαῷ — упущено в переводе
3. ↑  τις ἀναγνώστης — слово упущено в переводе. Чтец, читающий в богослужениях тексты Священного Писания
4. ↑  Διασπάσαντες — упущено в переводе
5. ↑  μέλη — слово упущено в переводе
6. ↑  «Скорбь» здесь — некорректный перевод греческого слова μῶμος — хула, порицание[109][110]. У Сократа Схоластика фраза звучит так: Τοῦτο οὐ μικρὸν μῶμον Κυρίλλῳ καὶ τῇ Ἀλεξανδρέων ἐκκλησίᾳ εἰργάσατο; «Это навлекло немалую хулу не только на Кирилла, но и на Александрийскую церковь [в целом]», то есть убийство Ипатии создало повод для порицания александрийских христиан. См. также англоязычный перевод[111] оригинального текста.